# Умершие в июле 2011 года
Это список известных людей, соответствующих установленным критериям значимости (см. Википедия:Критерии значимости персоналий), умерших в июле 2011 года.
Причина смерти указывается лишь в исключительных случаях (убийство, самоубийство, гибель в результате военных действий, смертная казнь, ДТП или несчастные случаи). В остальных случаях — не указывается.

## Список

### 1 июля
- Розье, Жан-Луи (86) — французский автогонщик, сын Луи Розье, победивший вместе с отцом в автогонке 24 часа Ле-Мана (1950)[1].
- Ситдиков, Фагим Мунаверович (57) — российский актёр, Заслуженный артист Республики Татарстан[2].
- Ферни, Уилли (82) — шотландский футболист, тренер[3].
- Фёдоров, Максим Сергеевич (50) — мэр Первоуральска (2008—2011)[4].
- Фишер, Ян Ефимович (74) — киргизский государственный деятель, бывший министр, вице-премьер[5].
- Халипский, Семён Львович (73) — белорусский баскетбольный тренер[6].

### 2 июля
- Дёмина, Ирина Ивановна (66) — советская и российская актриса, Заслуженная артистка РСФСР[7].
- Лусников, Павел Леонидович (44) — директор Красноярского завода «Сибтяжмаш»; алкогольное отравление[8].
- Маркович, Оливера (86) — югославская актриса[9].
- Мишра, Чатуранан (86) — индийский политический деятель, министр сельского хозяйства (1996—1998)[10].
- Стовер-Ирвин, Юнона (82) — американская спортсменка, бронзовый призёр летних Олимпийских игр в Хельсинки (1952) и серебряный призёр летних Олимпийских игр в Мельбурне (1956) по прыжкам в воду[11].
- Тобиас, Владимир Иванович (81) — российский энтомолог, вице-президент (с 1971) Всесоюзного энтомологического общества, профессор; Академик РАЕН[12].
- Франку, Итамар (81) — бывший президент Бразилии (1992—1995)[13].

### 3 июля
- Бунёд, Ширин (69) — Народный поэт Таджикистана[14].
- Вротсос, Константин (19) — греческий актёр, автокатастрофа[15].
- Двир, Ури (80) — израильский гид, инструктор туризма, географ и писатель[16].
- Мэсси, Анна (73) — британская актриса[17].

### 4 июля
- Габсбург, Отто фон (98) — глава дома Габсбургов (1922—2007), старший сын императора Карла I[18].
- Кантакузин, Шербан (70) — румынский актёр[19]
- Капианидзе, Зураб Васильевич (74) — грузинский актёр, Народный артист Грузии (1979)[20].
- Костенко, Григорий Дмитриевич (75) — российский журналист и писатель[21].
- Нарожный, Максим Валерьевич (36) — серебряный призёр Паралимпийских игр 2008 года в Пекине по легкой атлетике; самоубийство[22].
- Скотт, Джейн (92) — американская журналистка, музыкальный критик[23].
- Эванс, Джон Дэвис (86) — британский археолог[24].
- Яр Славутич (93) — украинский поэт, переводчик.

### 5 июля

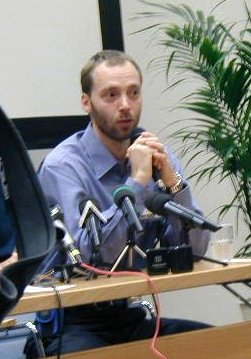
Мика Мюллюля

- Гиллиам, Армон (47) — американский баскетболист, игрок сборной США, чемпион мира (1986)[25].
- Мюллюля, Мика (41) — финский лыжник[26].
- Форсайт, Малькольм (74) — южноафриканский и канадский тромбонист, композитор, дирижёр и педагог.
- Щеблаков, Александр Дмитриевич (85) — Герой Советского Союза.
- Щеботинов, Илья - Советский актёр (Ералаш, Опасный приз)[27]

### 6 июля
- Мани Кол (66) — индийский кинорежиссёр (поставил сериал «Идиот» по одноимённому роману Ф. М. Достоевского)[28].
- Недоростов, Павел Михайлович (53) — начальник Главного управления МВД Тюменской области; несчастный случай[29].

### 7 июля

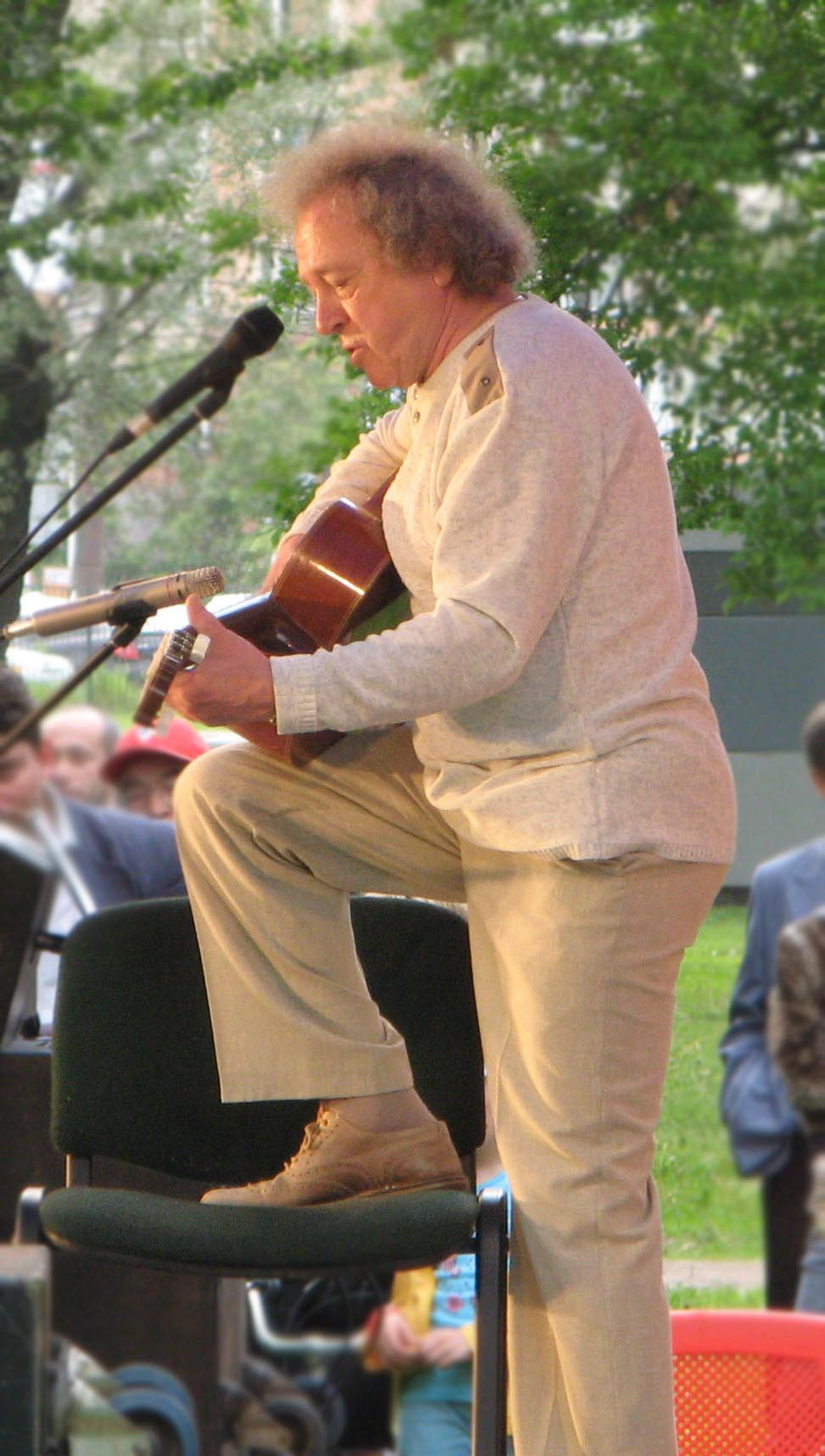
Юрий Кукин

- Кукин, Юрий Алексеевич (78) — советский и российский поэт, музыкант, бард[30].
- Сук, Йозеф (младший) (81) — чешский скрипач, внук композитора Йозефа Сука[31].

### 8 июля
- Блоссом, Робертс (87) — американский актёр, победитель Офф-Бродвейской премии[32].
- Бабурян, Карен (57) — политический и государственный деятель непризнанной НКР, председатель парламента (1995—1996); инфаркт[33].
- Герасимов, Евгений Васильевич (72) — советский хоккеист, заслуженный мастер спорта, 8-кратный чемпион мира по хоккею с мячом[34].
- Денофф, Сэм (83) — американский актёр, сценарист и продюсер, двукратный обладатель премии Эмми[35].
- Долин, Григорий Иванович (92) — бывший заместитель начальника ГРУ Генерального штаба Вооружённых Сил СССР по политической части — начальник политического отдела, генерал-лейтенант в отставке[36].
- Квернадзе, Бидзина (81) — грузинский композитор[37].
- Кожурин, Андрей Владимирович (37) — главный редактор информационно-аналитической программы «Вести плюс», одесского телеканала Plus, инфаркт[38].
- Майкл, Пол (84) — американский актёр[39].
- Санчес Васкес, Адольфо (95) — мексиканский философ-марксист испанского происхождения[40].
- Форд, Бетти (93) — бывшая первая леди США, супруга и вдова президента Джеральда Форда[41].

### 9 июля
- Авакян, Роберт (72) — армянский правовед, старший научный сотрудник Института философии, социологии и права НАН Армении, профессор[42].
- Винс, Ли (92) — американская актриса[43].
- Берстон, Майкл (более известен как Würzel; 61) — бывший гитарист британской рок-группы Motörhead (1984—1995)[44].
- Кабраль, Факундо (74) — аргентинский поэт, композитор и певец, убийство[45].
- Оливер, Перси (92) — австралийский пловец.
- Панкова, Татьяна Петровна (94) — советская и российская актриса театра и кино, народная артистка РСФСР[46].
- Сало, Арво[фин.] (79) — финский писатель и политик[47].
- Стальмахов, Владимир Александрович (41) — депутат Государственной думы Российской Федерации четвёртого и пятого созывов (с 2003); остановка сердца[48].
- Хидео Танака (77) — японский актёр и режиссёр[49].

### 10 июля

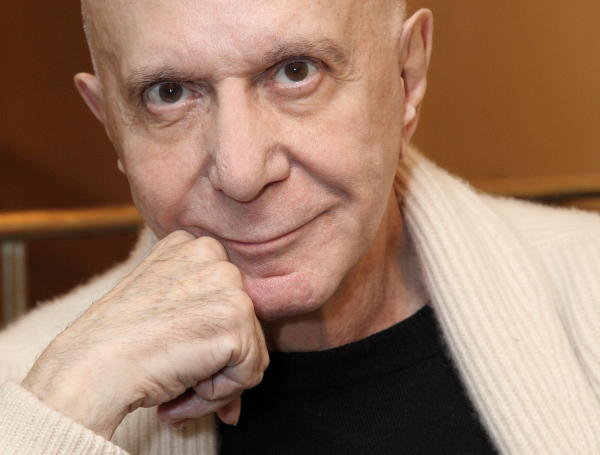
Ролан Пети

- Алари, Пьеррет (89) — канадская оперная певица[50].
- Лундберг, Рагнар (86) — шведский спортсмен, бронзовый призёр летних Олимпийских игр в Хельсинки (1952) по прыжкам с шестом[51].
- Пети, Ролан (87) — французский хореограф, муж Зизи Жанмэр[52].
- Сальмони, Рубино Ромео (91) — узник Освенцима, автор книги «Я победил Гитлера», по которой снят фильм Роберто Бениньи «Жизнь прекрасна». https://www.webcitation.org/65XTg4JNB?url=http://www.jewish.ru/culture/events/2011/07/news994298211.php. Дата обращения: 31 июля 2011. Архивировано из оригинала 12 сентября 2011 года.
- Сизов, Вячеслав Викторович (45) — руководитель Управления Генеральной Прокуратуры Российской Федерации по надзору за противодействием экстремизму; самоубийство[53].

### 11 июля
- Азов (Айзенштадт), Марк Яковлевич (86) — писатель-сатирик, киносценарист[54].
- Герельс, Том (86) — американский астроном, профессор астрономии и планетарных наук в Аризонском университете[55].
- Иоанидес, Андреас (53) — главнокомандующий Кипрского флота, погиб от взрыва[56]
- Иржик, Ярослав (71) — чешский хоккеист, призёр двух Олимпиад (1964 и 1968); авиакатастрофа[57].
- Ласселес, Джордж, 7-й граф Хервуд (88) — двоюродный брат королевы Великобритании Елизаветы II[58].
- Соколов, Михаил Андреевич (91) — командир бронекатера, участник Великой Отечественной войны, Герой Советского Союза.
- Телито, Филоимеа (66/67) — генерал-губернатор Тувалу (2005—2010)[59].

### 12 июля
- Громов, Александру Яковлевич (86) — молдавский писатель, кинокритик, журналист[60].
- Карзай, Ахмад Вали (50) — афганский политический деятель, глава провинциального совета Кандагара, брат президента Афганистана Хамида Карзая; убийство[61].
- Крамер, Франциско (84) — гватемальский политик, вице-президент Гватемалы (1978—1980)[62].
- Латрицкий, Валерий Владимирович (35) — российский актёр. [www.kino-teatr.ru/kino/acter/unprof/m/ros/258867/bio/]
- Лундквист, Курт (85) — шведский легкоатлет, бронзовый призёр Олимпийских игр в Лондоне (1948) в эстафете 4×400[63]. Архивная копия от 3 марта 2012 на Wayback Machine
- Мазуркевич, Анатолий Игнатьевич (62) — генерал-полковник, начальник Главного управления международного военного сотрудничества (ГУМВС) Минобороны (1997—2007)[64].
- Маслов, Сергей Иванович (80) — слесарь-сборщик Пензенского завода им. М. В. Фрунзе, полный кавалер ордена Трудовой Славы[65].
- Сикора, Зденек (91) — чешский художник и скульптор[66].
- Шварц, Шервуд (94) — американский продюсер[67].

### 13 июля
- Деббо, Эл (87) — южноафриканский актёр[68].
- Заев, Алексей (43) — советский и российский музыкант, певец, композитор и поэт; рак лёгких[69].
- Кличко, Владимир Родионович (64) — ликвидатор аварии на ЧАЭС, отец Владимира Кличко и Виталия Кличко[70].
- Раговой, Джерри (80) — американский поэт, автор песен и продюсер[71].
- Райнке, Хейнц (86) — немецкий актёр. [www.kino-teatr.ru/kino/acter/euro/141343/works/]
- Риуфоль, Марк (49) — французский актёр. [www.kino-teatr.ru/kino/acter/euro/88084/works]

### 14 июля
- Гейлер, Ноэль (97) — американский военный деятель, адмирал, директор Агентства национальной безопасности США (1969—1972), командующий Тихоокеанским командованием США в 1972 −1976[72].
- Иоселиани, Отиа Шалвович (81) — грузинский писатель[73].
- Кирх, Лео (84) — немецкий медиамагнат[74].
- Косинский, Владимир Иванович (66) — советский пловец, трёхкратный призёр летних Олимпийских игр в Мехико (1968) (2 серебряные и бронзовая медали), рекордсмен мира[75].
- Нечай, Михаил Михайлович (81) — украинский мольфар и целитель; убийство[76].
- Норман, Хэл Джон (99) — американский актёр[77].
- Прието, Антонио (85) — чилийский актёр и певец [www.kino-teatr.ru/kino/acter/euro/157319/bio/]

### 15 июля
- Беверли, Хелен (94) — американская актриса театра и кинематографа на идише, жена Ли Джей Кобба.[78][79]
- Нежурин, Фёдор Фёдорович (86) — советский передовик сельскохозяйственного производства. Участник Великой Отечественной войны. Герой Социалистического Труда.
- Уизерс, Гуги (94) — американская актриса[80].
- Швидлер, Мальвина Зиновьевна (91) — народная артистка Украины.
- Мкртчян, Донара (69) — актриса, вдова Фрунзика Мкртчяна[81].

### 16 июля
- Бичкеи, Берталан (66) — венгерский футбольный тренер, бывший главный тренер сборной Венгрии[82].
- Маццолари, Чезаре (74) — католический епископ из епархии Румбек в Южном Судане, умер во время мессы[83].
- Цирик, Зиновий Исаакович (87) — Советский украинский спортсмен, шашечный композитор, тренер, судья и журналист.

### 17 июля
- Акыш, Али (93) — татарский и турецкий журналист, общественный и политический деятель[84].
- Арса, Хуан (88) — испанский футболист, обладатель Трофея Пичичи (1954—1955)[85].
- Бордаберри, Хуан Мария (83) — уругвайский политик, президент Уругвая (1972—1976)[86].
- Дадаши, Рухолла — иранский стронгмен, обладатель титула «Самый сильный человек Ирана»; ножевые ранения, полученные в уличной драке[87].
- Дионисий (84) — митрополит Хиосский, Элладская Православная Церковь[88].
- Кузнецов, Евгений Андреевич (80) — заместитель начальника Главного штаба Сухопутных войск Министерства обороны СССР, генерал-лейтенант в отставке[89].
- Крайкамп, Джон (86) — голландский актёр[90].
- Мори, Такадзи (67) — японский футболист и футбольный менеджер, игрок сборной Японии, бронзовый призёр летних Олимпийских игр в Мехико (1968)[91].
- Нгумбуджарра, Дэвид[англ.] (44) — австралийский актёр-абориген[92].
- Савада, Тайдзи (45) — известный японский бас-гитарист, бывший участник культовой X Japan и ряда сайд-проектов; Смерть после попытки суицида[93]
- Самеш, Штефан (59) — румынский футболист, (Стяуа), Футболист года в Румынии (1979)[94], Архивная копия от 19 июля 2011 на Wayback Machine
- Ушаков, Владимир Петрович (актёр) (91) — актёр Театра сатиры, Заслуженный артист РФ, муж актрисы Веры Васильевой[95].
- Хан, Джан Мохаммад — афганский политик, губернатор провинции Урузган (2002—2006), советник президента Афганистана Хамида Карзая[96].

### 18 июля
- Веснин, Валерий Михайлович (54) — мэр города Пыть-Ях (2000—2010)[97].
- Грабовскис, Леонид (61) — латвийский актёр. [www.kino-teatr.ru/teatr/acter/m/post/29073/bio/]
- Ерофеев, Владимир Иванович (90) — советский дипломат, личный переводчик И. В. Сталина[98].
- Малан, Магнус (81) — южноафриканский политик, министр обороны (1980—1991)[99].
- Стролл, Эдсон (81) — американский актёр[100].
- Хор, Шон (47) — британский журналист[101].
- Штайнвайс, Алекс (94) — дизайнер-график, создатель первых обложек для грампластинок[102].

### 19 июля
- Бажин, Николай Николаевич (актер) (43) — российский актёр. [www.kino-teatr.ru/kino/acter/m/ros/296354/bio/]
- Бьянкери, Борис (80) — итальянский дипломат, писатель и журналист[103].
- Гаспари, Ремо (90) — итальянский политик, министр обороны (1987)[104].
- д'Ориола, Пьер-Жонкьер (91) — французский спортсмен-конник, чемпион летних Олимпийских игр в Хельсинки (1952) и Токио (1964), двукратный серебряный призёр Олимпийских игр (1964, 1968), чемпион мира (1966)[105].
- Жуанно, Жак (84) — французский актёр[106].
- Освалд, Джулиан (77) — британский адмирал, Первый морской лорд (1989—1993)[107].
- Павленко, Владлен Вячеславович (40) — актёр, заслуженный артист России (2002)[108].
- Подгорный, Сергей Александрович (57) — киноактёр Украины (исполнитель роли «Смуглянка» в фильме «В бой идут одни «старики»»)[109].
- Харада, Ёсио (71) — японский актёр[110].
- Хачатурян, Карэн Суренович (90) — советский и российский композитор, профессор, народный артист России, лауреат Государственной премии СССР[111].

### 20 июля
- Байорите, Эугения (70) — литовская актриса и певица, жена Региминтаса Адомайтиса. [www.kino-teatr.ru/kino/acter/w/sov/18652/bio/][112],
- Кирбасова, Мария Ивановна (70) — одна из основательниц и первый Председатель Комитета солдатских матерей России (1991—2003)[113].
- Миронович, Игорь Цезаревич — один из наиболее известных преподавателей Санкт-Петербургской православной духовной академии.
- Тедеев, Вадим Сергеевич (64) — российский артист балета, педагог, профессор, народный артист РСФСР[114].
- Фрейд, Люсьен (88) — британский художник-портретист, внук Зигмунда Фрейда[115].

### 21 июля
- Вулф, Олег Владимирович (56) — русский писатель, поэт, редактор.
- Лопатин, Евгений Иванович (93) — советский тяжелоатлет, заслуженный мастер спорта СССР, серебряный призёр Олимпийских игр в Хельсинки (1952)[116].
- Микловш, Славомир (77) — хорватский епископ[117]. (English)
- Мосеев, Василий Александрович (63) — российский журналист, глава пермского отделения Союза журналистов[118].
- Мурзаханова, Карлыгаш Ибрайхановна (55) — директор Алматинского хореографического училища имени А. В. Селезнева; убийство[119].
- Сандлун, Брюс (91) — американский политик, губернатор штата Род-Айленд (1991—1995)[120]
- Свёнтек, Казимир (96) — кардинал, митрополит Минско-Могилёвской метрополии (1991—2006), администратор Пинской епархии РКЦ (с 1991), старейший действующий католический епископ мира[121].
- Елена Танева — московская поэтесса.
- Франке, Пол (92) — американский оперный певец[122].
- Хэндлер Эллиот (95) — один из основателей компании Mattel
- Яндимиров, Максим Миронович (48) — актёр Московского молодёжного театра, заслуженный артист России (1999)[123].[124].

### 22 июля
- Алиев, Абдулбасир Магомедович (77) — председатель Совета Дагестанского регионального отделения Всероссийской общественной организации ветеранов войны и труда[125].
- Вайнштейн, Лия Абрамовна (86) — российский журналист, заслуженный работник культуры России[126].
- Волф, Кес де (65) — нидерландский футболист[127].
- Кравец, Владимир Алексеевич (81) — министр иностранных дел Украинской ССР (1984—1990)[128].
- Линда Кристиан (87) — вторая жена Тайрона Пауэра, мать Ромины Пауэр, международная актриса, первая девушка Джеймса Бонда после съемок в телевизионной версии фильма 1954 года «Казино Рояль»; колоректальный рак[129].
- Фурман, Дмитрий Ефимович (68) — российский философ, историк, политолог и социолог[130].
- Элдридж, Том (83) — американский актёр[131].

### 23 июля

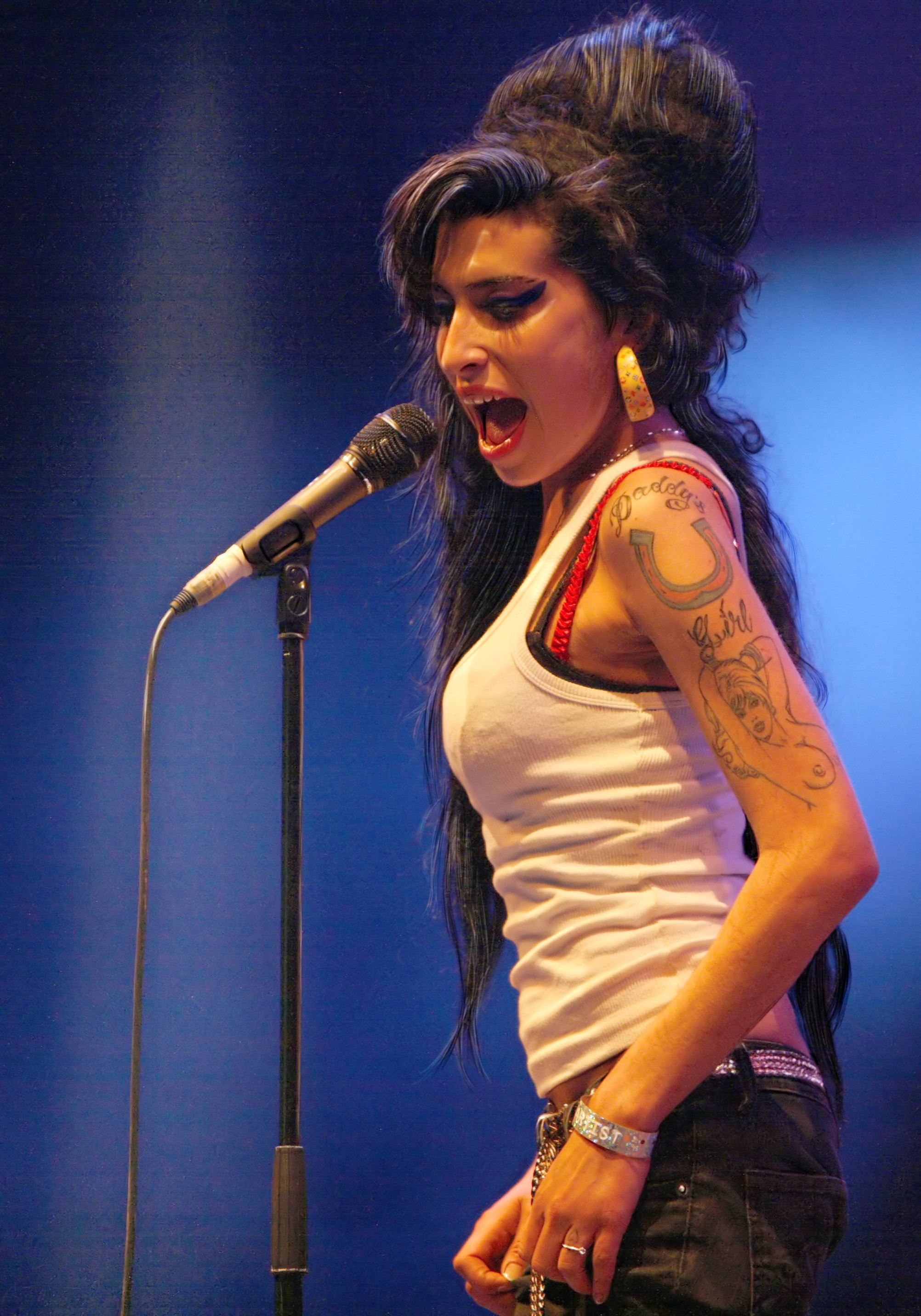
Эми Уайнхаус

- Рейчел Бэквис (9) — американская девочка, занимавшаяся благотворительностью; массовое ДТП.
- Гольденфарб, Михаил Иосифович (52) — украинский телеведущий и актёр, автоавария[132]
- Мантуров, Олег Васильевич (75) — советский и российский учёный-математик.
- Мирзоев, Сабир (69) — азербайджанский ханенде, заслуженный артист Азербайджана[133].
- Нгуен Као Ки (80) — южновьетнамский военный и политический деятель, маршал авиации, премьер-министр (1965—1967), вице-президент (1967—1971)[134].
- Спрэдлин, Жерве Дюан (90) — американский актёр, исполнитель роли сенатора Гири в культовом кинофильме «Крёстный отец 2»[135].
- Тойо Ашида (67) — японский режиссёр и продюсер анимационного кино[136].
- Уайнхаус, Эми (27) — английская певица, исполняющая соул-поп c джазовыми мотивами, признанная критиками одной из ведущих британских исполнительниц 2000-х годов[137].
- Фаассен, Ина фон (82) — нидерландская актриса[138].
- Шаликашвили, Джон (75) — американский военный деятель, председатель объединённого комитета начальников штабов США (1993—1997)[139].
- Эттингер, Роберт (92) — основоположник крионики[140].

### 24 июля
- Астров-Шумилов, Геннадий Константинович (73) — генеральный директор − председатель правления государственной холдинговой компании «Ровенькиантрацит», Герой Украины (2001)[141].
- Майер, Кристофер (57) — звезда телевидения 70—80-х гг, известен по роли Придурка Вэнса в телесериале «Придурки из Хаззарда» в сезоне 1982—1983 гг.[142]
- Ноэ, Вирджилио (89) — итальянский куриальный кардинал, Генеральный викарий Ватикана (1991—2002)[143].
- Оссан, Матильда (113) — старейшая жительница Франции[144].
- Пик, Дэн (60) — американский рок-музыкант, член-основатель фолк-рок-группы America[145]
- Румянцева, Алевтина Алексеевна (81) — киноактриса.[www.kino-teatr.ru/kino/acter/w/ros/3664/bio/]
- Соболев, Всеволод Николаевич (71) — актёр Московского театра на Таганке и кино, народный артист России[146].
- Уайт, Джейн (88) — американская актриса[147].
- Хьюз, Тереза (81) — американская актриса[148].

### 25 июля
- Какояннис, Михалис (89) — греческий кинорежиссёр, пятикратный номинант на премию «Оскар»[149].
- Лавров, Артём Александрович (78) — заслуженный тренер РСФСР и СССР, главный тренер сборной СССР по боксу (1981—1988)[150].
- Петерсон, Джерет (29) — американский фристайлист, серебряный призёр зимних Олимпийских игр в Ванкувере (2010), суицид[151].
- Петров, Марлен Матвеевич (87) — бывший заместитель начальника 10-го Главного управления Генерального штаба Вооружённых Сил СССР, генерал-лейтенант в отставке[152].
- Равичандран (71) — индийский актёр и режиссёр[153].
- Ятаутис, Валдас (78) — литовский и советский актёр театра и кино, театральный режиссёр[154].

### 26 июля
- Арройо, Джо (55) — популярный колумбийский певец, автор и исполнитель сальсы[155].
- Берков, Геннадий Борисович (50) — рок-музыкант, гитарист группы Игоря Талькова «Спасательный круг»[156].
- Мощинский Игорь Викторович (64) — российский бард[157].
- Наридзано, Сильвио (84) — британский режиссёр[158].
- Олли, Маргарет (88) — австралийская художница.
- Розовский, Эдуард Александрович (84) — советский и российский кинооператор, народный артист России, лауреат Государственной премии России; ДТП[159].
- Сакё Комацу (80) — японский писатель-фантаст[160].

### 27 июля
- Кристоф, Агота (75) — швейцарская франкоязычная писательница венгерского происхождения[161].
- Плэтт, Полли (72) — американский сценарист и продюсер[162].
- Самби, Пьетро (73) — ватиканский дипломат, нунций в США[163]. (English)
- Стотт, Джон (90) — религиозный деятель, лидер евангелистов[164].
- Ткаченко, Виктор Максимович (71) — заслуженный тренер СССР и России, тренер сборных СССР и России по лыжным гонкам[165].
- Хамиди, Гулям Хайдар (65) — мэр Кандагара, теракт[166].

### 28 июля
- Гарсиа, Андрей Николаевич (48) — театральный актёр и режиссёр, музыкант[167].
- Гнеушев, Владимир Григорьевич (83) — российский писатель[168][169].
- Духов, Борис Иннокентьевич (73) — начальник Войсковой противовоздушной обороны Вооруженных Сил РФ (1998—2000), генерал-полковник в отставке[170].
- Ишукова, Татьяна Леонидовна (73) — метеоролог, кандидат географических наук, руководитель регионального Гидрометцентра (1992—2000), радиоведущая ЧГТРК[171].
- Курбанов, Гарун Магомедович (49) — начальник управления информационной политики и пресс-службы президента Дагестана; убийство[172].
- Юнис, Абдул Фатах (66-67) — министр внутренних дел Ливии, позднее командующий войсками ливийских повстанцев[173].

### 29 июля
- Ардеев, Александр (53) — советский спортсмен, неоднократный чемпиони и призёр чемпионатов СССР по горнолыжному спорту, международных соревнований[174].
- МакДэниелс, Джин (76) — американский певец и автор песен[175].
- Милас, Иван (72) — хорватский политик, министр юстиции (1992)[176].
- Сазонтьев, Сергей Владиславович (64) — актёр театра и кино, народный артист России[177].
- Саидов, Бауди Магомедович — бригадир полеводческой бригады совхоза «Джалка» Шалинского района Чеченской республики, Герой Социалистического Труда, лауреат государственной премии СССР[178].
- Сенниковский, Артём Яковлевич (34) — российский актёр. [www.kino-teatr.ru/kino/acter/m/ros/24001/bio/]
- Суханов, Нариман Валентинович — российский архитектор, главный архитектор Байкало-Амурской магистрали[179].
- Шамир, Шуламит (88) — жена бывшего премьер-министра Израиля Ицхака Шамира[180].
- Яскунов, Сергей Михайлович (57) — заместитель председателя правительства Республики Карелия[181].

### 30 июля
- Абу-Зейд, Хикмат (96) — египетский политик, министр социальных дел, первая женщина-министр в Египте[182].
- Гаврилов, Владимир Назарович (85) — заслуженный тренер СССР по футболу, помощник главного тренера юношеской сборной СССР (1975—1977), ставшей чемпионом мира (1977)[183].
- Родригес, Роша Эмерсон (Мессиньо) (37) — бразильский футболист, бывший игрок мини-футбольных «Динамо», «Спартака» и «Спартака-Щёлково»[184].
- Эчанди Хименес, Марио (96) — президент Коста-Рики (1958—1962), пневмония[185]
- Яшин, Юрий Алексеевич (81) — советский военачальник и российский государственный деятель, генерал армии[186].

### 31 июля
- Альберто, Элисео (59) — мексиканский писатель кубинского происхождения[187].
- Паццальи, Андреа (51) — итальянский футболист, вратарь «Милана» (1989—1991)[188].
- Пестов, Пётр Антонович (82) — балетный педагог[189].
- Рулёв, Владимир Викторович (60) — заслуженный тренер России по прыжкам в воду[190].
- Холдинг, Клайд (80) — австралийский политик, федеральный министр (1984—1990)[191].